# Fanòdic
Fanòdic, en llatí Phanodicus, en grec antic Φανόδικος, fou un escriptor grec de data incerta que va escriure una obra titulada Δηλιακά, segons Apol·loni Rodi i Diògenes Laerci. Es va trobar una estàtua erigida en el seu honor a Sigeum, amb una inscripció escrita en bustrofedon a la base Φανοδίκου εἰμὶ του̂ Ερμοκράτους του̂ Προκονήου, datada al segle i, posterior a l'època d'August i Tiberi, tot i la forma arcaica d'escriure la dedicatòria.